# کوتنی‌کلا
کوتنی‌کلا (نام علمی: Kootenichela deppi)، یک بندپای منقرض‌شده از کامبرین میانی است از پارک ملی کوتنای کانادا توصیف شده‌است. در اصل به عنوان عضوی از "بندپایان با زائده بزرگ " در نظر گرفته می‌شود، اگرچه مطالعات بعدی وابستگی آن به چالش کشیده شد. بر پایهٔ تجزیه و تحلیل کلاسیک، به نظر می‌رسد که کوتنی‌کلا آرایه خواهری ورتنلا است.
نام گونه دپی از جانی دپ بازیگر پس از بازی در نقش ادوارد دست‌قیچی در فیلمی به همین نام گرفته شده‌است.